# 방산중학교 (강원)
방산중학교(方山中學校)는 대한민국 강원특별자치도 양구군 방산면 금악리에 있는 공립 중학교이다.

## 학교 연혁
- 1971년 1월 4일 : 방산중학교 설립 인가
- 1971년 4월 10일 : 방산중학교 개교
- 2020년 3월 1일 : 제27대 박은경 교장 취임
- 2022년 1월 3일 : 제49회 졸업식 5명 [졸업생 누계 1,739명]

## 참고 자료
- 방산중학교 - 한국교육학술정보원 학교알리미